# Afromecopoda austera
Afromecopoda austera är en insektsart som först beskrevs av Karsch 1893.  Afromecopoda austera ingår i släktet Afromecopoda och familjen vårtbitare. Inga underarter finns listade i Catalogue of Life.